# Aldoar
Aldoar ist ein Ort und eine ehemalige Gemeinde (Freguesia) der nordportugiesischen Stadt Porto.

Lage der Gemeinde im Kreis vor der Gebietsreform 2013

 Die Gemeinde hatte 12.834 Einwohner (Stand 30. Juni 2011).
Am 29. September 2013 wurden die Gemeinden Aldoar, Foz do Douro und Nevogilde zur neuen Gemeinde União das Freguesias de Aldoar, Foz do Douro e Nevogilde zusammengeschlossen. Aldoar ist Sitz dieser neu gebildeten Gemeinde.